# Чжу Хунцзюнь
Чжу Хунцзюнь (кит. 朱 紅軍; род. 18 августа 1981 или 18 августа 1983, Фусинь, Ляонин) — китайский легкоатлет, специалист по спортивной ходьбе. Выступал за сборную КНР по лёгкой атлетике в 2000-х годах, победитель Кубка мира в командном зачёте, победитель и призёр первенств республиканского значения, участник летних Олимпийских игр в Афинах.

## Биография
Чжу Хунцзюнь родился 18 августа 1981 года в городском округе Фусинь провинции Ляонин.
Впервые заявил о себе на международном уровне в сезоне 2001 года, когда вошёл в состав китайской сборной и выступил на юниорском азиатском первенстве в Бандар-Сери-Бегаване, где превзошёл всех соперников в ходьбе на 10 000 метров и завоевал золотую медаль.
В 2002 году стартовал в ходьбе на 20 км на Азиатских играх в Пусане, в ходе прохождения дистанции был дисквалифицирован.
В апреле 2003 года с результатом 1:18:43 одержал победу в дисциплине 20 км на чемпионате КНР в Янчжоу.
В 2004 году на Кубке мира по спортивной ходьбе в Наумбурге занял 25-е место в личном зачёте 20 км и вместе с соотечественниками выиграл командный зачёт. Благодаря череде удачных выступлений удостоился права защищать честь страны на летних Олимпийских играх в Афинах — в ходьбе на 20 км показал результат 1:21:40, расположившись в итоговом протоколе соревнований на шестой строке.
В апреле 2005 года на соревнованиях в Цыси установил свой личный рекорд и рекорд Азии в ходьбе на 20 км — 1:17:41 (второй результат мирового сезона). Помимо этого, финишировал девятым на чемпионате мира в Хельсинки, выиграл серебряную медаль на Спартакиаде народов КНР в Цзянсу.
В 2006 году на Кубке мира в Ла-Корунье получил дисквалификацию.
Завершил спортивную карьеру по окончании сезона 2009 года.